# Sonic Dash
Sonic Dash est un jeu vidéo de plates-formes de type runner développé par Hardlight et édité par Sega, sorti initialement en mars 2013 sur borne d'arcade, Windows, iOS, Android et Windows Phone.

## Système de jeu
Sonic Dash est un endless runner, similaire aux jeux vidéo Temple Run et Rayman: Jungle Run. Dans le jeu, le joueur dirige Sonic à travers différents niveaux, collecte des anneaux, surmonte des obstacles et affronte des ennemis. Contrairement aux autres jeux vidéo de la série, Sonic avance automatiquement, à l’instar de Sonic and the Secret Rings.

## Personnages
- Sonic : C'est un hérisson bleu capable de courir plus vite que n'importe qui.
- Knuckles : C'est un puissant échidné rouge qui a pour mission de protéger l'Émeraude Mère (Master Emerald) sur Angel Island (l'Île de l'Ange en français).
- Amy : C'est une jeune fille hérisson rose, qui s'est auto-proclamée comme étant la petite amie de Sonic, qui refuse pourtant toutes ses avances.
- Charmy : c'est une jeune abeille toujours joyeuse et agitée, il est membré de l’équipe de détective Chaotix.
- Tails : C'est un renard jaune à deux queues qui lui permettent de voler. Passionné de mécanique, c'est le meilleur ami de Sonic.
- Vector : C'est un grand crocodile vert, courageux mais turbulent. C'est le chef de l'agence Chaotix, ainsi que le membre le plus fort.
- Shadow : Véritable némésis de Sonic, il a été créé il y a 50 ans sur la station spatiale ARK par le professeur Gérald Robotnik, le grand-père d'Eggman. Ce dernier affirme être la forme de vie ultime.
- Jet : Descendant des babyloniens, une civilisation antique à la technologie très avancée, c’est un aigle aux plumes vertes, portant en permanence des lunettes de conduite sur le front.
- Cream : C'est une jeune lapine toujours accompagnée d'un Chao appelé Cheese.
- Blaze : Princesse vivant 200 ans dans un futur, c'est une chatte couleur lavande qui peut tourner sur elle-même et s'enflammer. Son devoir est de protéger les Sol Emeralds.
- Silver : Hérisson gris vivant 200 ans dans un futur apocalyptique. Il est possible qu'il soit le descendant de Sonic ou de Shadow car il maîtrise le Chaos Control (Contrôle du Chaos).
- Espio : C'est un caméléon violet, taciturne et mystérieux. Expert en arts ninja, il peut se rendre invisible pour échapper à ses ennemis. C'est le plus rapide agent de la Team Chaotix.
- Big : C'est un gros chat gourmand qui passe son temps à pêcher avec son ami la grenouille Froggy.
- Classic Sonic
- Rouge : Passionnée par les bijoux et redoutable voleuse, c'est une chauve-souris, portant des tenue très féminines, mettant en avant ses formes et ses atouts de séduction.
- Metal Sonic : C'est le plus performant robot d'Eggman. Ce dernier l'a reconstruit de multiples fois en y ajoutant à chaque fois afin qu’il devienne plus puissant que Sonic.
- Andronic

### Personnages événements
- Red : Personnage ajouté temporairement au jeu pour promouvoir le jeu Angry Birds Epic, s’obtient en collectant 100 jetons Angry Birds Epic.
- Chuck : Personnage ajouté temporairement au jeu pour promouvoir le jeu Angry Birds Epic, s’obtient en collectant 100 jetons Angry Birds Epic.
- Bomb : Personnage ajouté temporairement au jeu pour promouvoir le jeu Angry Birds Epic, s’obtient en collectant 100 jetons Angry Birds Epic.
- My Melody : Personnage ajouté temporairement du 1er au 7 décembre 2016 au jeu pour promouvoir l’évènement Sanrio,	s’obtient en collectant 300 fleurs.
- Chococat : Sanrio Event, Collecter 300 poissons (du 8 au 14 décembre 2016)
- Badtz Maru : Sanrio Event	Collecter 300 XO (du 15 au 21 décembre 2016)
- Hello Kitty : Sanrio Event	Collecter 300 serre-têtes (du 22 au 31 décembre 2016)
- PAC-MAN : Pac-man Event, Collecter 600 artefacts PAC-MAN (du 20 au 26 février 2018)
- Mrs. PAC-MAN : PAC-MAN, Collecter 600 artefacts PAC-MAN (du 26 février au 4 mars 2018)
- Rouge sorcière : Événement « Rouge sorcière »	Collecter 400 Jetons de Rouge sorcière (du 18 au 24 octobre 2019)
- Shadow vampire : Vampire Shadow Event	Collecter 500 totems Vampire Shadow (du 26 au 31 octobre 2019)
- Elf Classic Sonic : Elf Classic Sonic Event	Collecter 500 totems Elf Classic Sonic
- Big Père Noël : Santa Big Event	Collecter 500 totems Santa Big

(du 20 au 27 décembre 2019)
- Sonic ado : Teen Sonic Event	Collecter 500 totems Teen Sonic

(du 31 janvier au 6 février 2020)
(du 22 au 28 mai 2020)
- Bébé Sonic : Baby Sonic Event	Collecter 500 totems Baby Sonic

(du 7 au 13 février 2020)
(du 29 mai au 4 juin 2020)	
- Slugger Sonic : Slugger Sonic Event	Collecter 500 totems Slugger Sonic

(du 24 au 30 avril 2020)
- All-Star Amy : All-Star Amy Event	Collecter 500 totems All-Star Amy

(du 1er au 7 mai 2020)	
- Longclaw : Événement « Longclaw »	Collecter 500 totems Longclaw

(du 15 au 21 mai 2020)	
- Tangle : Événement « Tangle »	Collecter 500 totems Tangle

(du 3 au 9 juillet 2020)	
- Whisper : Événement « Whisper »	Collecter 500 Jetons de Whisper
- Knuckles chasseur de trésors : Événement « Knuckles, chasseur de trésors »	Collecter 500 totems Knuckles chasseur de trésors

(du 14 au 21 juillet 2020)	
- Rouge agent d'élite : Événement « Rouge, agent d'élite »	collecter 500 totems de Rouge agent d'élite
- Excalibur Sonic : Événement Excalibur Sonic – "Storybook Sprints!"	Collecter 250/500 totems Excalibur Sonic

ou Collectionne les 4 objets légendaires	* Amy de Noël : Jingle Bell Amy Events-"Festive Fun" Event	Collecter 500 Jetons d'Amy de Noël	
- Bongo : Série Danimals en promotion

(États-Unis seulement)	Scanner un code Q.R. sur une boîte dédiée à la série Danimals
- Sonic Pirate : événement pour le 30e anniversaire de Sonic	Collectionne les 4 objets pirates
- Shadow capitaine : événement pour le 30e anniversaire de Sonic	-Collectionne les 4 objets pirates
- Sire Lancelot : Événement Lancelot – "Storybook Sprints!"	collecter 250 Jetons de Lancelot ou Collecter les 4 objets légendaires
- Metal Sonic faucheur : Événement « Nuit Effroyable, Collecter 4 objets d'Halloween (récompense Jour 1)
- Werehog : Événement « Nuit Effroyable »
- Silver casse-noisettes : Événement « Festive Fun »	Collecter 4 objets Festifs (récompense Jour 7)

## Les niveaux
Le jeu est constitué de différents niveaux. Ils se débloquent au fur et à mesure en fonction de l’accumulation des points d’expertises que le joueur acquiert au fil de l’eau. Le joueur peut rencontrer deux boss différents au fil du jeu : le Dr Eggman et Zazz. Les niveaux sont : 
1. Seaside Hill Zone (zone issue du jeu Sonic Heroes) : une station balnéaire tropicale couverte de palmiers, de chemins tortueux et de voies rapides en tire-bouchons.
2. Beach Zone (zone issue du jeu Sonic Heroes) : une plage jonchée de ruines d’anciens temples de l’ère Échidnéenne. Se débloque à (x2) et débloque Knuckles comme personnage à jouer
3. Snow Mountain Zone (zone issue de Sonic Advance) : montagnes enneigées et lacs gelés sont présents pour ralentir la progression du héros. Certains ennemis ne seront pas de tout repos. Se débloque à (x4) et débloque Amy comme personnage à jouer.
4. Green Hill Zone (zone issue du jeu Sonic the Hedgehog) : des collines herbacées envahies de guêpes, de coccinelles et de crabes robotisés au bord d'une mer d'azur. Se débloque à (x8) et débloque Tails comme personnage à jouer
5. Temple Zone (zone issue du jeu Sonic Heroes) : une zone constituée de ruines antiques échidnéennes construites sur l’eau. Se débloque à (x16). Permet de débloquer Pocky the Rabbit et le personnage Vector.
6. Sky Sanctuary Zone (zone issue de Sonic and Knuckles) : un niveau léger et aérien. Se débloque à (x22). Permet d’obtenir Cucky the Chicken comme animal et déverrouille Shadow the Hedgehog.
7. Mushroom Hill Zone (zone issue de Sonic and Knuckles) : une forêt avec des champignons géants sur lesquels il est possible de rebondir. Se débloque à (x28). Permet d’obtenir Picky the Pig comme animal et Jet comme personnage à jouer.
8. Golden Bay Zone : zone ajoutée temporairement au jeu pour promouvoir le film Sonic the Hedgehog. Disponible uniquement du 31 janvier 2020 au 13 février 2020 puis du 15 mai 2020 au 21 mai 2020.
9. Emerald City : zone ajoutée temporairement au jeu pour promouvoir le film Sonic the Hedgehog 2. Disponible uniquement du 31 mars 2022 au 9 mai 2022 puis du 24 mai 2022 au 30 juin 2022.

## Accueil
- Jeuxvideo.com : 13/20[1]